# Joop van der Meij
Johannes Nicolaas Jozef "Joop" van der Meij (Luttenberg, 6 maart 1910 – Hilversum, 18 januari 1999)  was Engelandvaarder. Toen de Tweede Wereldoorlog uitbrak was Joop van der Meij luitenant-ter-zee 2de klasse.

## Oorlogsjaren

### Engelandvaart
Samen met Jelke Bosch, Henk Bouvy, Hendrik Cohen, Rudolph Cort van der Linden, John Siliacus en Johannis Evert van der Slikke  probeerde Joop van der Meij naar Engeland te gaan. Ze vertrokken vanuit de westpunt van Wieringen, waar ze de boot van de dijk konden laten glijden naar het Amsteldiep.
Het plan werd bedacht door Joop van der Meij, geholpen door twee voormalige officieren van de Hr. Ms. Van Galen, Henk Bouvy en John Siliacus. Ze kochten een boot van 6.45 meter lang, met ingebouwde motor en een extra buitenboordmotor. Bouvy moest ervoor zorgen dat de motoren goed werkten, Van der Meij ging met Siliacus op zoek naar een geschikte plaats voor de afvaart. Om de kosten te dekken werden nog vier mannen meegevraagd, Bosch, Cohen, Cort van der Linden (gestuurd door de Ordedienst) en Van der Slikke.
Op 20 september 1942 was het goed weer. Er was geen maan, er was oostelijke wind. De motor werkte en alles leek goed te gaan. Bij fort Harssens bij Den Helder liep de boot even vast, maar dat was gauw verholpen. Van der Meij was stuurman, er werd richting Great Yarmouth gevaren, totdat de motor vastliep. De buitenboordkoeling bleek niet te werken.

### Gevangen
Op zee werden ze opgepikt door een Duitse mijnenveger. Op tijd hadden ze belastend materiaal in zee gegooid. De mijnenveger bracht de zeven heren naar Hoek van Holland, waar ze verhoord werden. Ze hadden een goed verhaal ingestudeerd en lieten alleen de naam los van de leverancier van de boot, Doornbos in Diemen. Ook hij had een ingestudeerd verhaal. Toen de Duitsers hem vroegen wie Van der Meij was, antwoordde hij "luitenant-ter-zee Hijmans van de Nederlandse Zeereddingsdienst".

#### Krijgsraad
Op 23 september kwam Van der Meij in het Oranjehotel in Scheveningen aan. Zes weken later moest hij voor de krijgsraad van de Duitse Marine verschijnen. Musicus Cort van der Linden kreeg één jaar, de anderen kregen vier jaar tuchthuis. De uitspraak werd echter niet bekrachtigd en in februari moesten ze weer voor de krijgsraad verschijnen. Wederom werd de uitspraak niet aanvaard en toen werd de zaak overhandigd aan de Krijgsraad der Landmacht. Van der Meij werd op 3 juli 1942 overgebracht naar de gevangenis in de Gansstraat in Utrecht, waar ze beter behandeld werden en weer wat aansterkten. Op 10 en 11 augustus moest hij weer voorkomen. Inmiddels had hij gehoord dat veel Engelandvaarders gefusilleerd waren. Een beslissing werd uitgesteld omdat er een getuige was gevonden, Tijmen Hoekstra, sergeant-majoor van de motordienst en helper bij de ontsnapping van de groep van Wijnand Langeraar. Jelke Bosch had hem erop gewezen dat hun leven afhing van zijn verklaring. Hoekstra hield een onsamenhangend verhaal en weigerde zijn verklaring te ondertekenen. Weer kwam er geen uitspraak. Langzamerhand werden de heren niet meer als misdadigers behandeld maar als krijgsgevangenen, waarna hun behandeling in Utrecht beter werd. Overdag kregen ze meer bewegingsvrijheid, alleen 's nachts gingen de cellen op slot. In maart werd het vonnis bekrachtigd, ze moesten naar een tuchthuis. Cort van der Linden had een jaar gezeten en werd vrijgelaten. Van der Slikke had 18 maanden gekregen, die ook voorbij waren, en ging in krijgsgevangenschap.

#### Tuchthuizen
Op 3 april 1943 werd Van der Meij overgebracht naar het tuchthuis in Rheinbach, na tussenstoppen in Kleef, Keulen en Bonn. Daar kwam hij weer wat op krachten want de cellen waren schoon en het eten was behoorlijk. Hij werd tewerkgesteld en moest zakken en enveloppen maken. Ook moest hij oude uniformen uit elkaar peuteren. Na enige maanden kwam er een werkplaats voor oorlogsindustrie. Hij werd op een afdeling geplaatst waar hij ontstekingsmechanismen moest maken voor landmijnen. De meeste arbeiders waren politieke gevangenen, dus ze probeerden van alles te saboteren, hetgeen maandenlang lukte. Van der Meij werd gezien als een van de aanstichters en overgebracht naar een tuchthuis in Siegburg. Daar werd hij tewerkgesteld in een machinefabriek in Hennef. Hij kreeg een afdeling onder zich met 16 machines die door medegevangenen werden bediend. In overleg met hen werd een werktempo bepaald dat niet overdreven snel was. Hij kreeg veel bewegingsvrijheid en was blij dat Bouvy daar ook kwam werken. Van der Meij spendeerde veel tijd aan propaganda, maar op 1 september liep hij tegen de lamp en werd hij naar het tuchthuis teruggebracht, waar hij geen straf van de directeur kreeg, maar wel weer aan de draaibank kwam te staan. Ook werd hij overgeplaatst naar een vieze cel vol ongedierte. Zijn conditie ging hard achteruit. Er heerste vlektyfus.
Op 15 maart 1944 waren de Amerikanen tot op vier kilometer afstand genaderd. Op 23 maart werden 100 gevangenen afgevoerd en gefusilleerd, hoewel de bedoeling was ook alle politieke gevangenen te fusilleren. De gevangenisdirecteur had hiertegen geprotesteerd. Toen besloot de Wehrmacht de gevangenis in zijn geheel op te blazen, hetgeen door de komst van de Amerikanen niet gebeurde. De omstandigheden verbeterden, en er kwamen maatregelen om de zieken te helpen.

#### Bevrijding
De gevangenen werden op 10 april bevrijd, op 15 april werd bij Van der Meij vlektyfus geconstateerd. Op 17 mei mocht hij met een Belgisch konvooi mee naar Verviers. Via Brussel kwam hij op 23 mei terug in Laren NH.

## Na de oorlog
Na de oorlog zette hij zijn ervaringen op papier.

## Trivia
- Doornbos werd toch gearresteerd, nog diverse keren ondervraagd en ten slotte na zes weken vrijgelaten. De scheepswerf was inmiddels door de Duitsers ontmanteld.